# Bodinia peterrummi
Bodinia peterrummi is een eenoogkreeftjessoort uit de familie van de Argestidae. De wetenschappelijke naam van de soort is voor het eerst geldig gepubliceerd in 2004 door George.